# Dominika Zamara
Dominika Zamara (Breslavia, 11 agosto 1981) è un soprano polacco, cresciuta artisticamente in Italia.

## Biografia
L'attività concertistica l'ha portata a esibirsi in diverse tournée in Cina, Corea del Sud e in tutto il vecchio continente, oltre che in diverse metropoli statunitensi. Nel 2013, si è esibita al Metropolitan Opera House di New York, accompagnata da un'orchestra di 130 elementi.
Dominika Zamara si è formata nel 2012 all'Universität Mozarteum di Salisburgo, e consegue diversi Masterclass nella stessa università con la Prof. Alessandra Althoff nel 2011 e la Masterclass del 2009-2010. Poi è all'Accademia Internazionale di Bel Canto di Monaco a Pesaro con il Prof. Melani. 
2006 Borsa di studio al Conservatorio di Verona. 
2003-2007 Akademia Muzyczna im. Karola Lipinskiego di Breslavia, Facoltà Vocale e Recitazione con Barbary Ewy Werner. 
Nel 2000-2003 Panstwowa Szkola Muzyczna II stopnia im R. Bukowskiego alla Facoltà vocale e Recitazione con Barbary Ewy Werner.
Nel 2000-2003 Panstwowa Szkola Muzyczna II stopnia im R. Bukowskiego alla Facoltà vocale con il Prof. Hanny Celejewskiej.

## Repertorio e teatri
Il suo repertorio va da Wolfgang Amadeus Mozart a Gioachino Rossini, Giovanni Battista Pergolesi, R. W. Butts a Giuseppe Verdi, Timothy Lee Miller, Giacomo Puccini, Johann Sebastian Bach, S. Costantinidis, M. Fedalto, Tomaso Albinoni, Pietro Mascagni, Gaetano Coronaro, in concerti che hanno interessato le filarmoniche di Cracovia e poi in Italia come il Teatro Verdi di Casciana, Firenze, e il Teatro Verdi di Padova, il Teatro Antico di Taormina, il Teatro Marcello, la Sala della Promoteca del Campidoglio di Roma, il Teatrodante di Carlo Monni a Campi Bisenzio; a Milano al Castello Sforzesco e a Torino al Teatro Orpheus; il Teatro san Domenico a Crema, al Conservatorio di Verona e di Vicenza e l’Auditorium San Gaetano di Padova; a Treviso al Teatro Wassermann e poi a New York National Opera Center e Dolan Hall in un percorso che va dal 2019 al 2023, come si può cogliere dai titoli. 
Giuseppe Verdi, La Traviata: Violetta, Teatro SOMS Pavia, 2019; Giovanni Battista Pergolesi, La Serva Padrona: Serpina, Teatro Marcello Roma, 2019; Wolfgang Amadeus Mozart, Don Giovanni: Donna Elvira, Treviso, 2019; Antonio Caldara, Livia, Sesto Teatro de la Sena Feltre, 2019; Wolfgang Amadeus Mozart, Don Giovanni: Donna Elvira, Firenze, I2018; S. Costantinidis Afrodita: Afrodita, Teatro Kolbe Venezia, I2018; R. W. Butts, La Serva di Padova: Contessa, National Opera Center NY, U2017; Wolfgang Amadeus Mozart, Bastien und Bastienne: Bastienne, Teatro Orpheus Torino, 2017; Wolfgang Amadeus Mozart, Le Nozze di Figaro: Susanna, Dolan Hall NJ, 2016; Giovanni Battista Pergolesi, La Serva Padrona: Serpina, Teatro Orpheus Torino, 2016; Giovanni Battista Pergolesi, La Serva Padrona: Serpina, Dolan Hall NJ, 2015; Giovanni Battista Pergolesi, La Serva Padrona: Serpina,  Teatro San Domenico Crema, 2015; Wolfgang Amadeus Mozart, Bastien und Bastienne: Bastienne,  Castello Sforzesco Milano, 2015; Giovanni Battista Pergolesi, La Serva Padrona: Serpina, Produzione TV Torino, 2014; M. Fedalto, La Serva di Padova: Contessa, Teatro Verdi Padova, 2014; Tomaso Albinoni, Vespetta e Pimpinone: Vespetta, Teatro Wassermann Treviso, 2014; Gioachino Rossini, Il Barbiere di Siviglia: Rosina, Teatro Wassermann Treviso, 2013; Pietro Mascagni, Zanetto: Silvia, Conservatorio Vicenza, 2011; Gaetano Coronaro, Un Tramonto, Teatro Olimpico Vicenza, 2010; Giacomo Puccini, La Bohème, Auditorium San Gaetano Padova, 2009; Giacomo Puccini, Il Tabarro: Giorgetta, Opera Festival Giovinazzo, 2009; Oratorio/Musica Sacra/Recital: Timothy Lee Miller, Three Poems, Premiera DiMenna Center for Classical Music NY, 2023; Wolfgang Amadeus Mozart, Messa dell’Incoronazione New Jersey, 2023; Concerto alla Sala della Protomoteca Campidoglio Roma, 2023 Canti, Musiche e Danze dal Mondo TeatroDante di Carlo Monni Campi Bisenzio, 2022.

## Concerti
César Frank Auditorim Shigeru Ban L’Aquila, 2022; UNO Concerto per la Pace Auditorium San Domenico Foligno, 2022; World Premier of Trytpych wrote di W. Rentowski Dallas Theatre Dallas, 2022; Dominika Zamara with Badger State Women’s Choir Chicago, 2022; Great Moment from the great stage New Jersey, 2022; Giovanni Battista Pergolesi, Stabat Mater - D. Boldrini, Missa Brevis Roma, 2022; Gala dell’Opera Italiana Vinci, 2022; Gala della Lirica Teatro Metastasio Prato, 2022; Johann Sebastian Bach, Magnificat e A. Vivaldi, Magnificat New York, 2021; Saverio Mercadante, Arie da Concerto Teatro Mercadante Altamura, 2021; Wolfgang Amadeus Mozart, Requiem, Trecate, 2021; Beatificazione del Cardinale Stefan Wyszyński in mondovisione Warszawa, 2021; Soprano solista Filarmonica Mihail Jora Bacău, RO 2021; Soprano solista Zamek Królewski Warszawa, 2021; Concerto in memoria di Giovanni Paolo II Roma, 2021; Giovanni Battista Pergolesi, Stabat Mater Catania, 2020

## Soprano solista
Soprano di carattere internazionale ha svolto concerti anche come soprano solista: Avery Fisher Hall NY, 2013; Concerto per la TV Italiana, Teatro Orione Roma, IT2013; Concerto con arie d’Opera e Musica da Film con la Hollywood Chamber Orchestra Warner Grand Theatre LA, 2012; Antonio Vivaldi, La Gloria, Chiesa di Treviso Treviso, 2010; Concerto per la TV Nazionale del Montenegro, Teatro Nazionale Montenegro, 2009. 
Partecipa a molti festival della musica in Italia e negli Stati Uniti, in Australia oltre alla Polonia.

## Premi e menzioni
The American Prize National Nonprofit Competitions in the Performing Arts Dallas, 2023; Businesswoman Award Personality of the Year 2023 Warszawa, 2023; Premio Rosa D’Oro Roma, 2023; Premio Giotto alla Carriera Roma, 2023; Premio Microfono d’Oro Roma, 2022; Premio Giotto Siracusa, 2022; Top Global Artist Award Warszawa, 2022; Leone Alato di San Marco Roma, 2022; Premio Internazionale Fontane di Roma Roma, 2021

## Discografia
- 2009: Dreams Edito da Edit Music IT
- 2012: Life Edito da Edit Music IT
- 2014: Concerto Edito da Cremona 1 TV (DVD)
- 2015: Ivan Padovec, works for soprano and guitar Edito da Sheva Collection
- 2018: Chopin Lieder op.74 Edito da Elegia Classics
- 2021: Mauro Giuliani Golden Edition for Soprano and Guitar Op. 39 & Op. 95 Edito da Elegia Classics